# Пинский комбинат строительной индустрии
Пинский комбинат строительной индустрии — ныне несуществующий строительный комбинат, находившийся в городе Пинске Брестской области, Республики Беларусь.
Комбинат был основан в 1972 году как предприятие строительной промышленности и состоял из заводов ЖБИ, металлоконструкций, деревообработки и лесопиления. До 1991 года комбинат назывался «Полесьестройиндустрия» и являлся градообразующим предприятием. Входил в объединение Главполесьеводстрой в качестве головного предприятия.
Основной задачей объединения было обеспечение строек Главполесьеводстроя железобетонными конструкциями, деревянными конструкциями, технологическим и нестандартизированным оборудованием и сварными металлоконструкциями.

## История

### 1970-1980-е
История предприятия начинается с ввода в эксплуатацию цеха сборного железобетона в 1970 году. Примерно в это же время начинает застраиваться Западный промышленный узел г. Пинска, крупнейший промышленный район города.
Главное предприятие объединения Главполесьеводстрой – Пинский комбинат стройиндустрии – основан в 1972 году в соответствии с постановлением Майского пленума ЦК КПСС от 1966 года.
На 1972 год территория комбината составляла 28 гектар, а в конце 80-х она составляла 44 гектара. Производство ЖБИ на момент 70-х годов — около 10 000 квадратных метров.
На момент образования комбината первым директором стал Борис Васильевич Костин, который проработал руководителем предприятия 19 лет. Во время его руководства комбинат переживал период развития, в т.ч. укрупнения территорий, освоения новых мощностей и улучшения культурных и социально-бытовых условий для работников. Костин Б.В. также стал главным инициатором создания Пинского шахматного клуба, и силами комбината было построено здание клуба для пинских шахматистов по улице Белова. В 1990 году Костин баллотировался в Брестский областной совет депутатов.
Выполняя решения XXV съезда КПСС, коллектив объединения «Полесьестройиндустрия» выполнил за первое полугодие 1980 года план промышленного производства — на 101,2%, по реализации продукции — на 104,2%. В объединении на то время насчитывалось около 800 молодых работников.
Ближе к 90-м планировалось произвести модернизацию производства и достройку цехов чтобы обеспечить постройку нового микрорайона города Пинска, который должен был находиться севернее завода «Амкодор». Проект района был организован при поддержке Главмосстроя, но в связи с развалом СССР был отменён и утрачен.

### 1990-2000-е

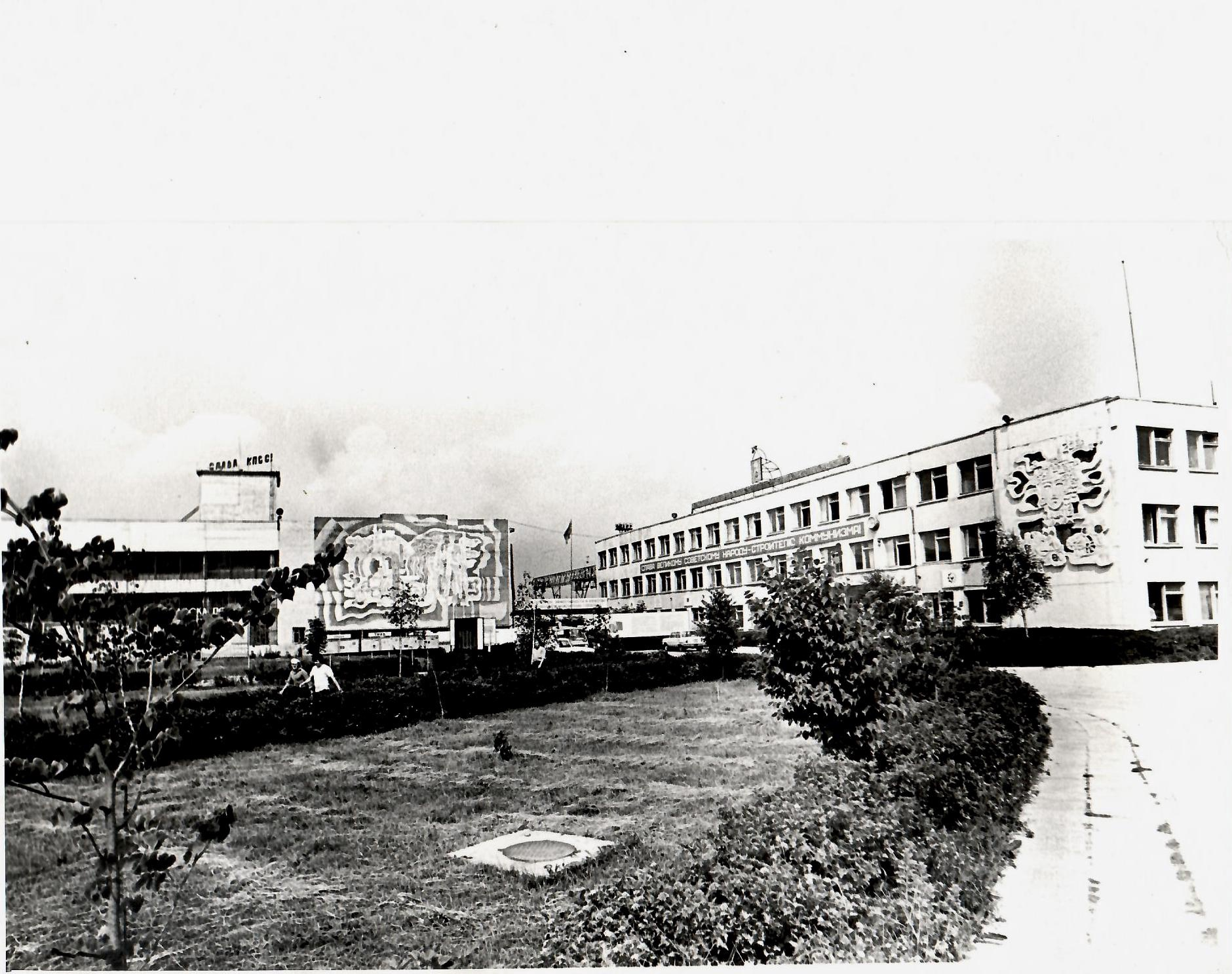
Пинский комбинат строительной индустрии, 1970-е

С распадом СССР и кризисом общее число работников уменьшилось до 600, позже — до 360 человек.
ОАО «Пинский комбинат строительной индустрии» создано приказом Министерства по управлению государственным имуществом и приватизации Республики от 31 марта 1994 года № 88 путем преобразования государственного предприятия в соответствии с законодательством об акционерных обществах, о разгосударствлении и приватизации государственной собственности в РБ. Общество является преемником прав и обязанностей названного государственного предприятия. Общество зарегистрировано в качестве юридического лица, решением Пинского исполкома городского Совета народных депутатов от 2 июня 1994 года № 347 на основании Устава Общества, утвержденного Министерством по управлению государственным имуществом и приватизации 31 марта 1994 года.
С 1991 по 2005 год у комбината сменилось несколько руководителей. Сразу после распада СССР, расформирования Главполесьеводстроя и ухода Костина Б.В. директором КСИ стал Гаврилович Леонтий Сильвестрович, далее, спустя несколько лет, директором стал Базан В.И. который тоже не задержался на должности. После его ухода Гаврилович Л.С. вернулся на несколько лет управляющим.
В конце 1990-х годов умер первый директор КСИ, Борис Васильевич Костин, оставшийся в памяти многих заводчан как «легендарный директор».
Следующим директором после Гавриловича Л.С. был Жилич Г.А., пробывший на должности до 2005 года. Этот период характеризуется всеобщим спадом производственных мощностей.
С 2005 года директором предприятия был Новик Александр Филиппович, прошедший трудовой путь на КСИ сначала конструктором, затем директором деревообрабатывающего завода и лесопильного участка. Проработал до 2015 года, после чего покинул пост после истечения контракта, но в 2016 году вернулся на предприятие и проработал полтора года, после чего вошёл в состав ликвидационной комиссии. Вскоре решением Пинского Горисполкома снят с должности и уволен. В сентябре 2022 года скончался.
В период с 2008 по 2012 год комбинат смог выйти из застоя благодаря массовой газификации в Беларуси, вследствие чего предприятие было загружено заказами, направленными на производство конструкций для газопроводов. В течение этого времени основной продукцией были: утяжелители, перегрузы, УПМ, ОТК, УБМ.
Главные инженера Пинского КСИ с 2000 года:
- (2000-2004) Сеглюк Александр Михайлович
- (2004-2010) Закалинский Анатолий Петрович
- (2010-2015) Лукьянец Владимир Викторович
- (2014-2015) Красовский Николай Петрович (И.О. главного инженера)
- (2015-2016) Хайко Александр Валентинович

### Период кризиса и ликвидация

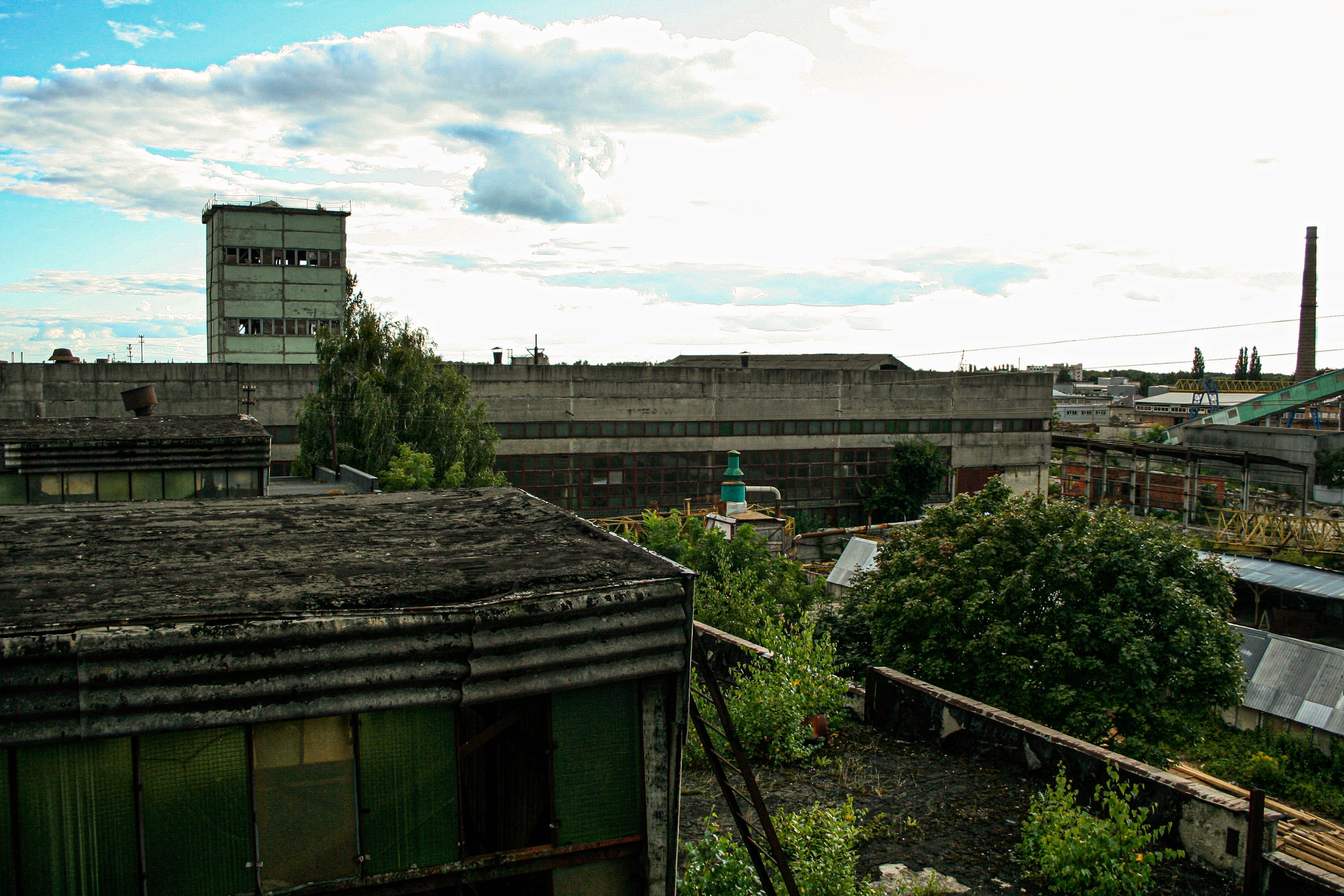
Вид с крыши цеха металлоконструкций, сентябрь 2021 года

За 8 месяцев 2014 года выручка предприятия составила лишь 66% к аналогичному уровню 2013. Комбинат получил убыток более одного млрд. руб. Причинами послужили необдуманные и спорные решения руководства комбината идущих вразрез с законами. Так, общество не имеющее соответствующего разрешения незаконно добыло более 5000 тонн строительного песка затратив на это более 400 млн. белорусских рублей. Песок комбинат добыл у ОАО «Оснежицкое», которое разрешило КСИ добывать песок для производства. Местная ПМК, которая задолжала заводу около 280 миллионов рублей, согласилась оказать услуги по добыче и доставке песка. В результате ПМК завезла 5 800 тонн песка на комбинат и предъявила свои затраты, которые составили 418 миллионов рублей, и КСИ остался должником ПМК, рассчитавшись с ней за 150 миллионов рублей своей же продукцией.
В результате анализов было выявлено, что по модулю крупности песок не проходил для производства ЖБИ. Спустя месяц, после того как песок привезли на комбинат, был проведен его анализ на соответствие требованиям ГОСТ 8736–93 «Песок для строительных работ. Технические условия». Выяснилось, что содержание глинистых и пылевидных частиц превышает допустимые нормы в 3 раза, а содержание глины в комках — в 42 раза. Материал оказался полностью непригоден для производства железобетонных изделий и товарного бетона. Песок складировался в северной части бывшего открытого склада деревообрабатывающего цеха. Попытки продажи песка продолжались около 4-5 лет, при том что 1 тонна песка стоит 70 тысяч на 2014-2016 год с НДФ (без НДФ — около 98 тысяч). По итогу песок удалось продать Пинскому ЖКХ и на строительство торгового центра «Радуга», впоследствии «Санта» по адресу ул. Брестская, д. 37.
В декабре 2014 года проверяющими инспекции природных ресурсов и охраны окружающей среды были выявлены грубые нарушения законодательства, также сделали вывод что территория комбината и его объекты находятся в крайне неудовлетворительном санитарном состоянии, предоставления отчетов с искаженными цифрами показателей. По результатам проверки к дисциплинарной ответственности привлекли 7 работников КСИ. В том же месяце последнее работающее производство КСИ — завод ЖБИ — было остановлено. До ликвидации в 2016 году комбинат жил на продаже оборудования и остатков готовой продукции.
На момент 2015 года число работников составляло 205 человек.
Началось отчуждение территории в пользу новых собственников, таких как «ТеплоДомПлюс», «Стройвит». Центральный проезд возле бомбоубежища был открыт для свободного въезда.
Согласно приказу № 71 от 8 июня 2015 года была создана постоянно действующая комиссия по проведению аукционов по продаже объектов собственности ОАО «ПКСИ» в составе:
- Бут-Гусаим А.Н., заместитель директора;
- Курадовец С.В, и.о главного экономиста;
- Басюк Ю.А., начальник отдела МТС;
- Самолазов М.Н., председатель государства;
- Смолякова С.И., и.о главного бухгалтера;
- Шабунько А.П., главный технолог;
- Евсеева Н.Н., заместитель главного бухгалтера;
- Хайко А.В., и.о директора.

5 марта 2016 года решением № 237 Пинским горисполкомом и директорами предприятия было принято решение о ликвидации ОАО «ПКСИ» и ТУП «ПриБут», председателем ликвидационной комиссии стал Александр Валентинович Хайко который ранее работал на этом предприятии, и до начала ликвидации занимал должность главного инженера. И производство на заводе был остановлено навсегда.
К концу 2021 года ликвидационная комиссия завершила свою деятельность по продаже имущества, объектов и оборудования бывшего завода и начала сдачу ценных бумаг, документации и приказов в Зональный государственный архив. 4 мая 2021 был проведен последний аукцион по продаже объектов недвижимости завода.
27 сентября 2022 года завершается деятельность ликвидационной комиссии по финансово-документальной части, ликвидация задолженности и аннулирование юридических сил ОАО «Пинский Комбинат Строительной Индустрии».
На момент 2024 года территории бывшего комбината делят различные ОАО, ООО, частные предприятия и индивидуальные предприниматели.
В 2022 году Пинский КСИ отметил бы свой юбилей — 50 лет.

## Структура предприятия

### Производство ЖБИ

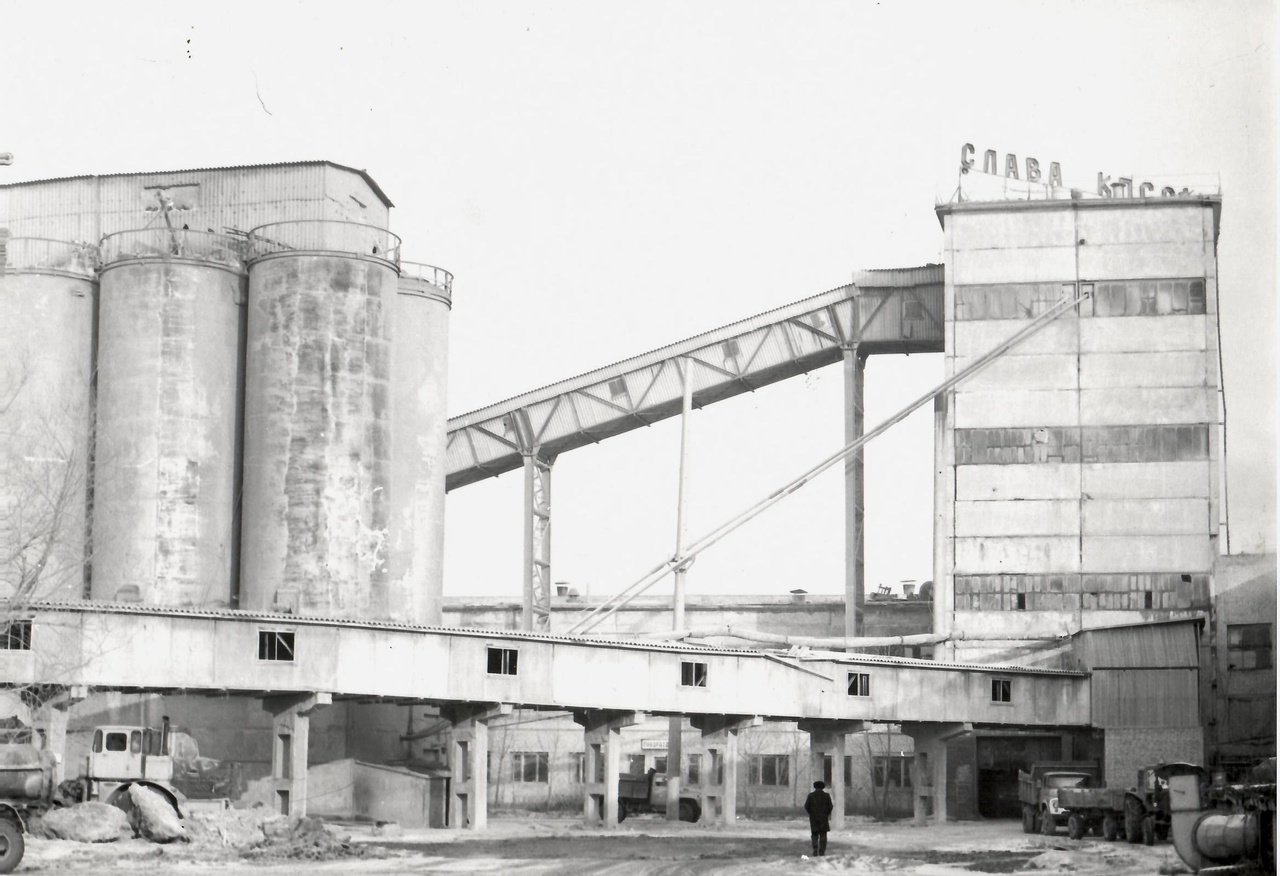
Центральный двор завода ЖБИ в составе КСИ, 1980-е.

Производство ЖБИ на Пинском КСИ было основано ещё до появления комбината в рамках отдельного завода сборных железобетонных конструкций в 1970 году. С момента основания комбината и вплоть до его ликвидации завод ЖБИ являлся основным производством.
Завод представлял из себя типовой для 1970-х годов проект. Основной производственный корпус делился административную часть и несколько цехов: формовочный, арматурный, бетоносмесительный. На территории также размещались склад заполнителей, силосный склад сухого цемента, склад готовой продукции.
Из вспомогательных служб и корпусов, находящихся на территории завода, стоит выделить доборный цех, ремонтно-механический цех, компрессорную станцию, растворо-бетонный узел с собственным складом заполнителей, заводскую котельную, механическую и испытательную лабораторию.

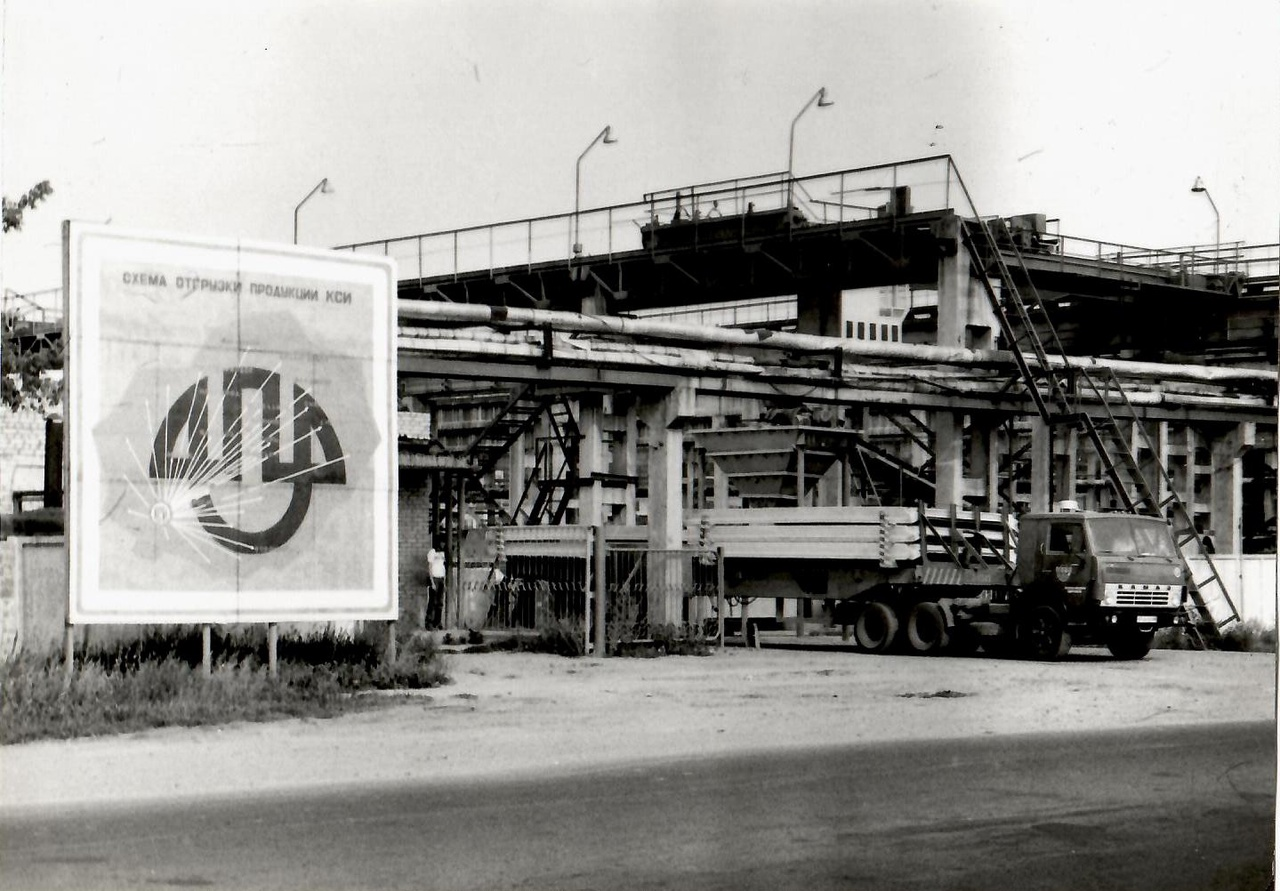
Склад готовой продукции завода ЖБИ при КСИ. КамАЗ-4310 с прицепом на главном въезде. Стенд с логотипом КСИ и схемой отгрузки продукции. 1980-е.

Корпуса построены преимущественно с использованием железобетонных плит с применением панорамного ленточного остекления, зенитных фонарей, битумным и рубероидным покрытием крыш, встроенной промышленной и хозбытовой канализацией.
Производственная мощность завода ЖБИ — 93 000 кубометров бетона. Завод работал в три смены, насчитывалось более 1000 работников в советское время.
Технологический процесс производства железобетонных изделий начинается узла приёмки сырья, представляющего собой несколько навесов с разгрузочными устройствами и решётками в полу, через которые с железнодорожного транспорта на подземные конвейеры засыпаются песок и щебень. По сети подземных конвейерных коммуникаций сырьё поднимается к складу заполнителей, где песок и щебень распределяются специальной машиной по бункерам. Из склада сырьё по сети конвейеров поступает в бетоносмесительный узел. Силосный склад цемента и насосная станция подают цемент и воду в бетоносмесительный узел, происходит процесс приготовления бетона. Из бетоносмесительного узла бетон подаётся на распределительную машину, а с неё — на формовочные машины, заливающие бетон в арматурные каркасы. Сами каркасы изготавливаются в арматурном цехе. Далее железобетонные изделия проходят обработку (пропарку) и отправляются на железнодорожных платформах на склад готовой продукции.

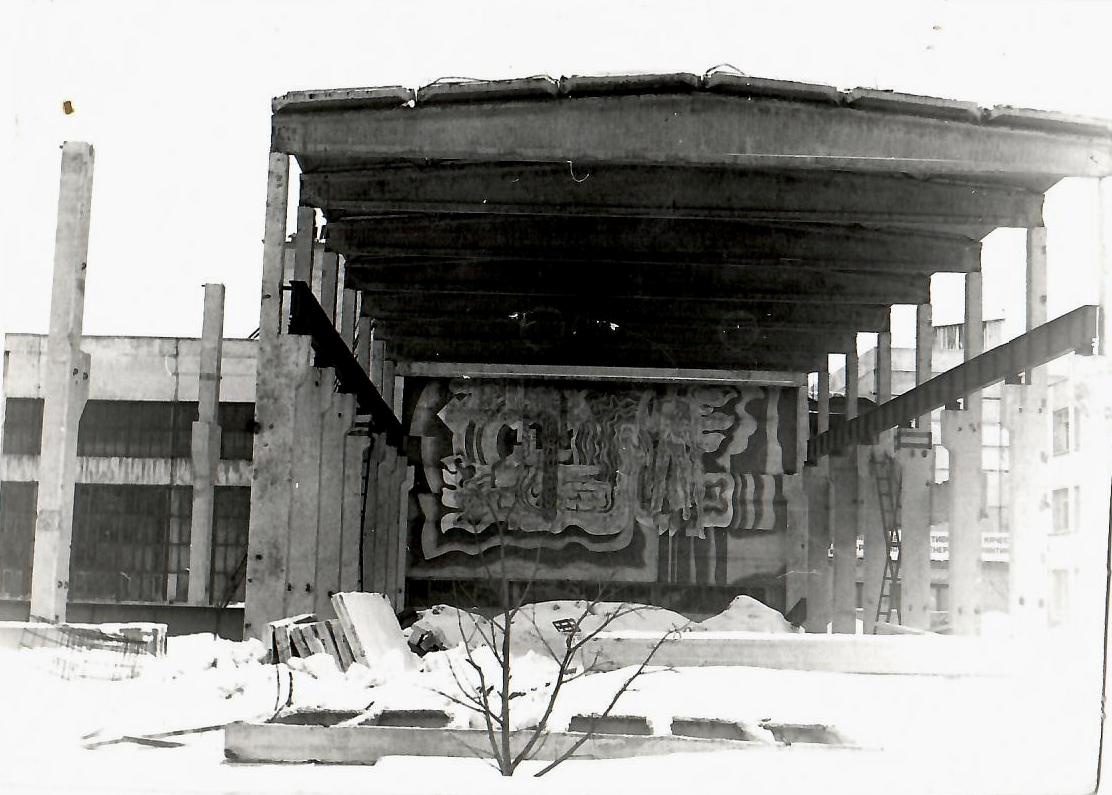
Расширение формовочного цеха КСИ. Панно, оставшееся внутри после расширения. 1980 год.

Из заводского фотоальбома:
«С каждым годом растёт, крепнет наше объединение…» (Расширение формовочного цеха Пинского КСИ)
В 1980 году формовочный цех был расширен на 2 производственных пролёта с восточной стороны.
К началу 2000-х число рабочих уменьшилось до 200 человек.
В 2000-х годах цеха ЖБИ активно работали для российских потребителей. Пользовались спросом дорожные плиты, плиты для аэродромов, фермы и опорные конструкции для оснащение промышленных зданий, стойл и коровьих загонов.
В 2012 году численность работников производства составила около 100-200 человек, а в конце 2014 года — 80 человек. Производство начало существенно сбавлять мощности, рабочие попадали под сокращение всё чаще. На конец 2015 года число рабочих составляло около 40 человек.
С 2005 по 2015 год начальником производства ЖБИ был Друзик Вячеслав Тарасович.
Весной 2016 был уволен начальник цеха по выпуску ЖБИ Мышко С.В.
С 2018 года на изолированном от основной части формовочного цеха пролете (отделение № 1) располагается ИП Лысенко Н.Ю. Руководитель организации возродил производство ЖБИ спустя два года после остановки и простоя и наладил производство железобетонных колец на старом комбинатовском оборудовании. Через аукционы ликвидационной комиссии ИП приобрело законсервированные заводские объекты: доборный цех, компрессорную станцию, градирню, ремонтный цех и три неполных пролета склада готовой продукции для хранения готовой продукции. С 2022 года ИП преобразовано в ООО «Пинскпромстрой».
В 2019-2020 годах формовочно-арматурный цех пережил масштабный демонтаж оборудования, металла, мостовых кранов и т.д. Многие помещения и отделения были обесточены.
14 января 2020 года основное пространство формовочного цеха и часть склада готовой продукции были выкуплены фирмой ИООО «БелОрганика» для организации производства пенополиуретана для мебельной промышленности. Фирма планировала создать около 60 новых рабочих мест и запускать производство к 2023 году, однако наблюдаются задержки, и на момент 2024 года производится лишь подготовка и реконструкция основных помещений цеха. Главный партнер фирмы — ЗАО «Пинскдрев».
В 2021 межцеховая связь была нарушена: все проходы между пролетами с формовочного в арматурный цех были заложены пеноблоками, чтобы отделить собственников. На складе готовой продукции из оригинальных изделий КСИ осталась дефективная железобетонная ферма 2БДР-18-3, которая должна была послужить частью ограждения небольшой территории.
Второй пролет арматурного цеха с 2020 задействован новым владельцем и по сей день занимается лесопилением и деревообработкой, первый пролет цеха пустует и не используется.

### Производство металлоконструкций

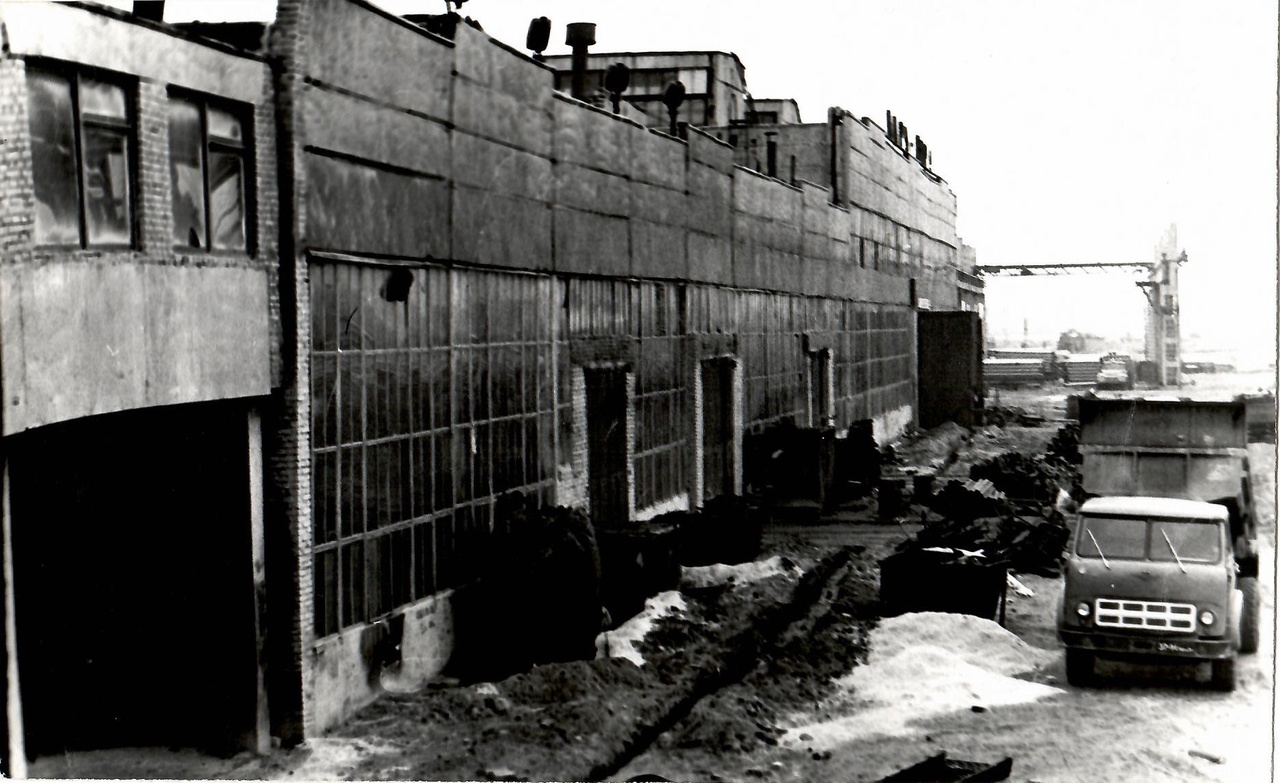
Цех по производству металлоконструкций при КСИ, 1980-е

В 1973 году на КСИ был построен и введён в эксплуатацию завод металлоконструкций, который включал в себя производства металлоконструкций и строительных металлоконструкций в одном корпусе.
При корпусе имелся склад сырья (со стороны завода) и склад готовой продукции (со стороны ул. Калиновского), оснащенные козловыми кранами. Производство активно использовало систему железнодорожных платформ для транспортировки изделий и сырья по цехам и складам.
Цех металлоконструкций имеет более низкие своды и оснащён кран-балками, в то время как цех строительных металлоконструкций выше и оснащен мостовыми кранами.
В советский период производство было востребовано в связи с развитием и подъемом мелиорации в стране. Численность рабочих на заводе металлоконструкций в советский период составляло около 1000 человек.
В 2000-х годах понятие «завод металлоконструкций» было утрачено, вместо этого использовалось «цех». С распадом СССР и ликвидацией Главка, производство сильно пострадало: стремительно падали заказы, сокращались мощности и численность работников. Склад готовой продукции из-за сокращения выпуска продукции был заброшен и частично опустошён, демонтирован козловой кран. В 2010 году ОДО «Металпромсервис» выкупило у КСИ склад готовой продукции метизного цеха с близлежащими постройками. Это были первые акты продажи территории и объектов комбината.
В начале 2008 года началось обрушение части крыши малярного цеха основного корпуса, в связи с ее состоянием руководством комбината было принято решение обрушить ее, после чего малярный цех был закрыт навсегда. Начиная с 2014 года большая часть производственных мощностей цеха была сокращена практически полностью под небольшое производство металлоконструкций. Площадь склада сырья уменьшилась на 50%.
В 2015 году производство находилось на грани остановки и закрытия, а цеха находились в крайне неудовлетворительном санитарном состоянии, учитывая несколько десятков лет отсутствия капитального ремонта. Количество рабочих составляло около 10 человек. Все внешние открытые склады перестали функционировать. В этом же году у завода фирмой «ЭлитЕврострой» была выкуплена территория склада готовой продукции, где и было построено складское здание, и территорию огородили.
5 марта 2016 года производство было полностью остановлено, цеха были закрыты. С марта 2016 в цеху начался массовый демонтаж и вывоз оборудования за пределы цеха для подготовки к продаже; вывоз всего инвентаря, оставшегося сырья, готовой продукции и по итогу — консервация всего производственного корпуса. За полтора года с момента закрытия цеха практически полностью опустели.
На момент 2017 года всё ещё оставались единичные брошенные станки, инвентарь, нетронутые вентиляционные системы, административные помещения с остатками мебели.
В 2018-2019 три пролёта производственного корпуса строительных металлоконструкций и склад готовой продукции были выкуплены под деревообработку фирмой «Астория», в 2020 году последний козловой кран всего бывшего комбината и сырьевого склада метизного цеха был демонтирован. Пролёты ближе к административному корпусу остаются неиспользуемыми на момент 2024 года и находятся в аварийном состоянии.

### Деревообработка

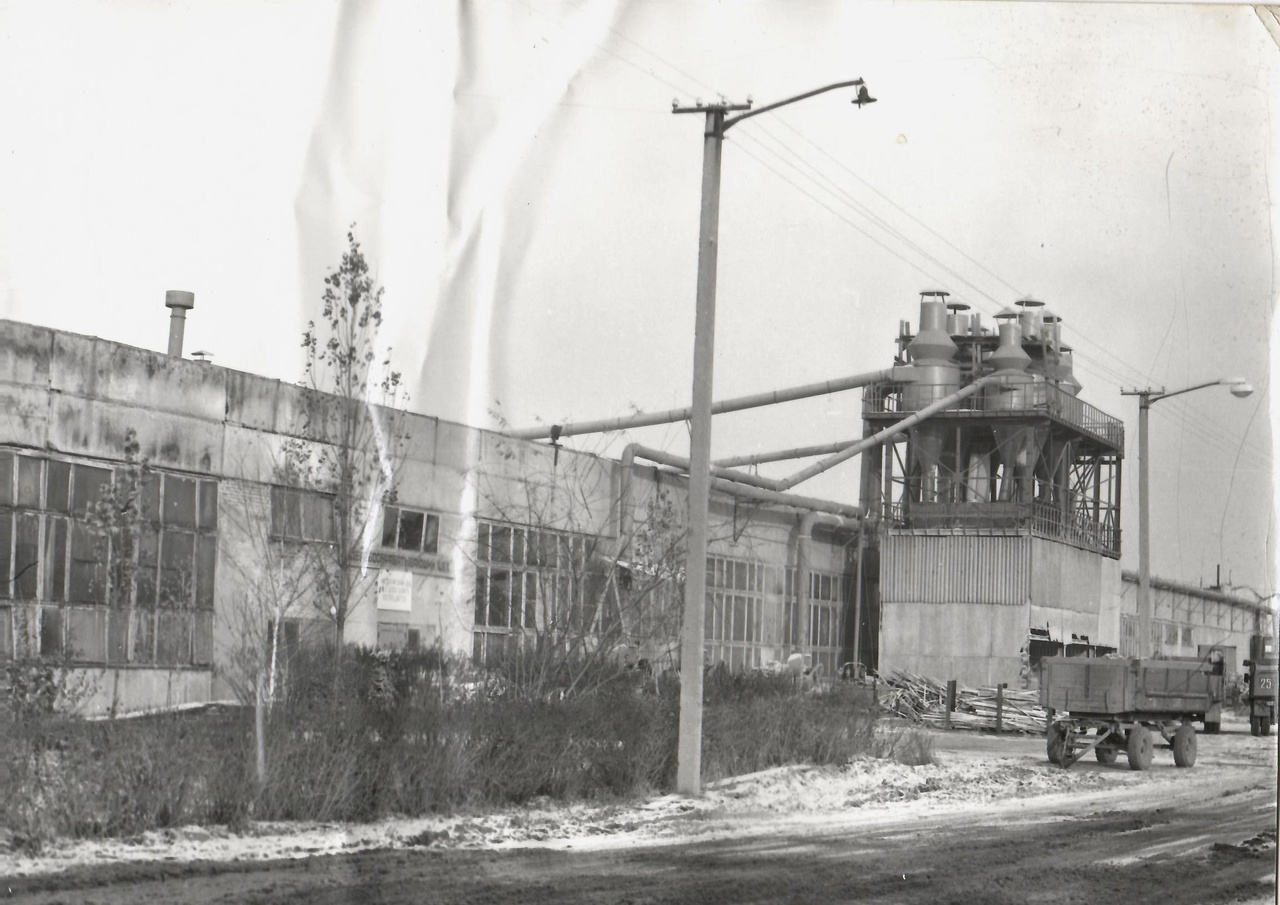
Деревообрабатывающий цех, фото со стороны завода ЖБИ при КСИ. 1980-е.

Деревообрабатывающее производство представляет из себя большой корпус, состоящий из множества цехов: двух основных производственных участков, малярного участка, сушильного участка, слесарного участка, остывочной. Из вспомогательных участков: склады, в т.ч. готовой продукции, АВМ, административные помещения, гардероб, лаборатория, операторская.
Сырьё на деревообрабатывающий цех поступало с других предприятий, а после 1983 года — с лесопильного цеха КСИ.
В 1972 году деревообрабатывающий цех был достроен и введен в эксплуатацию. Производил столярные изделия, оконные блоки для жилых помещений, дверные блоки филенчатые, клееные дверные блоки для жилых зданий, подоконные доски, доски пола, плинтуса, ДСП обшивки. В советское время деревообрабатывающий цех неоднократно становился призером внутризаводских олимпиад и турниров по большинству видов спорта. Инженер лаборатории ДОЦ Осипчук Е.М. неоднократно признавалась лучшим пропагандистом в комсомольской политсети.
1983-1991 годах постепенно производилась реконструкция и модернизация деревообрабатывающего цеха.
Продукция деревообрабатывающего цеха участвовала в промышленной выставке «Содружество-2010» в городе Брест.
На 2010 год мощность деревообрабатывающего цеха составляла  20 тыс.м.2. Основной продукцией цеха были: оконные блоки, плинтуса, двери и дверные блоки, дверные стекла и напольные доски.
Объемы производства начали падать в 2012 году в связи с началом оптимизации производства.
В 2015 году на ДОЦ работает 12 человек, а уже в конце 2015 года деревообрабатывающий цех прекращает свою производственную деятельность. В 2016 полностью законсервирован. Цех обесточен не был, в административных помещениях и бытовках до 2021 года присутствовало электро- и водоснабжение, а оборудование демонтировалось постепенно и практически не вывозилось за пределы цеха. Часть станков была задействована и запущена вновь фирмой по деревообработке «Астория», которая в 2018 году выкупила в рамках аукциона часть цеха. Незадействованный станочный парк складировался в одной из частей деревообрабатывающего цеха вместе с готовой продукцией, оставшейся со времён работы завода.
С 2017 года небольшую часть цеха выкупает фирма «Строй-Вит+» под производства железобетонных изделий и колец.
В начале 2018 года в цеху возобновляется деревообработка и базовое лесопиление в составе другой частной фирмы.
В середине 2019 года началась реставрация крыши и замена рубероидного покрытия на более массовое гидроизоляционное, одновременно шёл демонтаж всей системы вентиляции на крыше.
Летом 2023 года полностью демонтированы две наружные циклонные установки, осталась одна.

### Лесопиление
Лесопильное производство на Пинском КСИ было введено в 1983 году и базировалось на территории соответствующего цеха.
Территория лесопильного производства включала в себя сам производственный корпус, а также объекты в составе цеха: конвейеры, подающие лес в цех; кран-лесопогрузчик КБ-572, который погружал лес на конвейеры; козловой кран; трансформаторная подстанция; мастерские; склады опилок и леса; бункеры хранения отходов производства (опилок) и пункты приёма сырья.
Цех был оснащён двумя двухэтажными лесопильными рамами типа РД.
Продукцией цеха были: пиломатериалы, заготовки, шпалы, бруски, древесные плиты и обапол.
В постсоветский период лесопильный цех был из ряда первых подразделений комбината, чьё материально-техническое состояние начало заметно ухудшаться.
Так, к 2008 году лесопильное производство на КСИ практически полностью остановилось. Решающим событием, повлекшим остановку стал пожар на пилораме в 2009 году, в результате которого полностью сгорела сама пилорама, а также была затронута часть цеха на обоих этажах.
На момент 2010 года лесопиление как технологический процесс на КСИ исчез. Основными причинами закрытия производства были большие затраты на содержание территории и инфраструктуры цеха при сравнительно небольшом спросе на продукцию.
С 2010 по 2023 территория лесопильного производства подверглась серьёзным изменениям, за 10 лет были снесены многие вспомогательные здания за исключением основного корпуса и трансформаторной подстанции. Также в течение этих лет с цеха выпиливали металл, резали оборудование, главный производственный корпус ежемесячно подвергался нападкам вандалов и мародеров. В 2021 году территорию выкупило частное лицо, которое с 2020 по нынешнее время (2024 год) занимается объектом.
Территория на момент 2023 года практически полностью зачищена от остатков строительного мусора.

### Административная часть

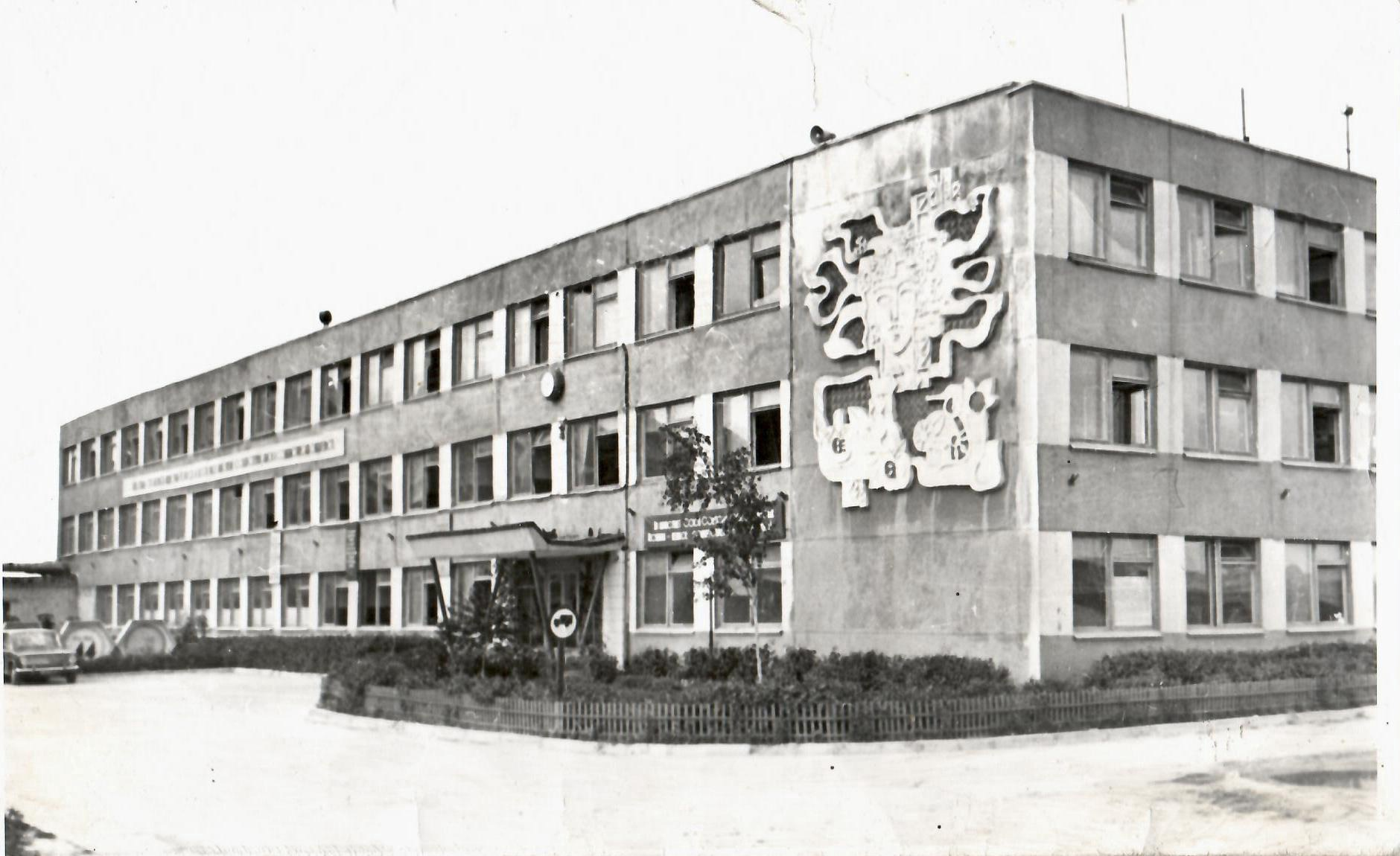
АБК-1 Пинского комбината строительной индустрии, 1970-е

На комбинате была развитая административная часть, в составе которой находились:
- трёхэтажный административно-лабораторный корпус (АБК-1);
- трёхэтажный административный корпус (АБК-2), заводоуправление;
- заводская столовая.

Административно-лабораторный корпус был построен в 1971 году вместе с формовочным цехом в рамках пусковой очереди. Новый расширенный административно-бытовой корпус, по совместительству заводоуправление со встроенно-пристроенной столовой, было построено в конце 70-х, начале 80-х годов.
На комбинате имелась собственная столовая, находившаяся в собственности Министерства сельского хозяйства. Столовая закрылась в 2000 году и была продана в 2014 году, а примерно в 2017-2020 годах были сделаны косметический ремонт и реставрация. С 2022 года в здании столовой работает протестантская церковь «Отчий дом».
В 2008 году руководством комбината принято решение покинуть основной административный корпус (АБК-2, ул. Калиновского, д. 18) по причине финансовой нецелесообразности содержания здания, частично опустевшего из-за спада производственных мощностей и сокращения численности рабочих. Администрация и руководство комбината переехали в бывший административно-лабораторный корпус (АБК-1), пристроенный к формовочному цеху, где на тот момент располагались начальники производств, начальники цехов, технологи и механики. Также в этом административном корпусе находились женские и мужские раздевалки. В 2010 году АБК-2 был продан и по сей день находится в ухудшающемся заброшенном состоянии.
С мая 2016 года половина здания АБК-1 перестает функционировать из-за ненадобности вследствие ликвидации КСИ и увольнения работников и сотрудников комбината. С 2016-2020 годов работал только третий этаж, на котором находилась администрация и руководство завода. Начиная с 2020 года большинство кабинетов были также освобождены, в последние месяцы работы ликвидационной комиссии работали лишь несколько кабинетов: приемная, бухгалтерия и планово-экономический отдел.
С начала 2021 года новый владелец здания АБК-1 организовывает ремонт кабинетов на третьем этаже.
28 ноября 2022 в здании произошел пожар, в результате полностью сгорел главный лестничный проход на всех этажах, также пожар частично затронул первый и третий этажи. После пожара ремонт и реставрация кабинетов на третьем этаже приостановились. Половина здания была обесточена.
На момент 2024 года здание АБК-1 ждёт новых арендаторов, продолжается ремонт помещений.

## Вспомогательные отделы

### Склады МТО
Склады материально-технического обеспечения. Принимали грузы как с автомобильной, так и с железнодорожной платформ.

### Автобаза
На территории нынешней организации «ТеплоДомПлюс» во времена КСИ располагалась стоянка с ангаром, где находились заводские автобусы (в т.ч. Ikarus), служебный транспорт. На территории нынешней компании «Металлпромсервис» при КСИ находились склады метизного цеха и цеха изоляции и битумно-перлитной изоляции. На балансе предприятия в советское время имелось множество грузовиков ЗиЛ и ГАЗ. В период последних 6 лет работы предприятия на балансе числилось 2 грузовика МАЗ, экскаваторы ДТ, списанные грузовики ЗиЛ (в т.ч. цементовоз) и ГАЗ, а также служебные легковые автомобили. Последние были конфискованы из-за долгов предприятия.

### Котельная
Котельная КСИ была построена в 1979 году. В 1986 году была реконструирована. С 1993 котельная законсервирована. В 2014 году котельная была снесена за необходимостью расчистки территории и из-за невозможности перепрофилирования.

### Железнодорожная служба

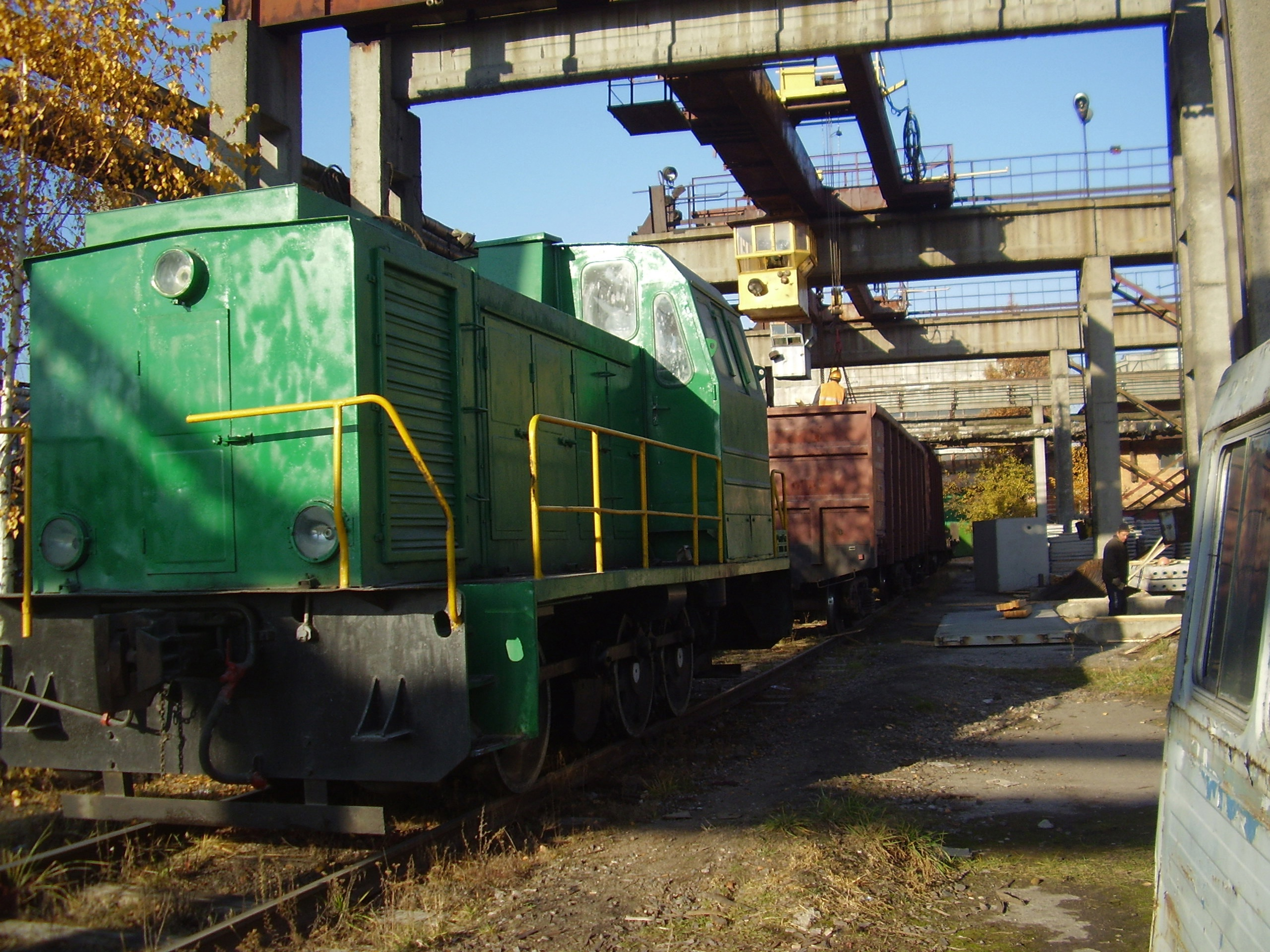
Маневровый тепловоз ТГМ23Б на складе готовой продукции КСИ, 2008 год

Протяжённость дистанции пути КСИ составляла 3 860 км. Использовались 1, 3, 4 и 7 стрелки. На балансе комбината имелось три маневровых тепловоза ТГМ23Б; бывший паровоз, переделанный под часть оборудования котельной; свой вертолёт.
Часть железнодорожного полотна перестали использовать из-за уменьшения объёмов отгрузки готовой продукции, а также из-за повышения тарифов на железнодорожные перевозки.
Очистные сооружения на территории железнодорожного узла комбината введены в эксплуатацию в 1994 году и представляют собой два технических водоёма с кирпичными одноэтажными насосными станциями и железобетонные песколовки/аэротенки. Последние, вероятно, не были достроены.
Снабжение комбината и отгрузка готовой продукции осуществлялась в основном железнодорожным транспортом. До повышения тарифов на услуги железнодорожных перевозок предприятие эффективно сотрудничало со многими, особенно северными регионами Российской Федерации по поставкам железобетонных изделий. За собственные средства КСИ были изготовлены формы для аэродромных и дорожных плит. Эта продукция поставлялась на космодром «Плисецк», в Архангельск и область, на полуостров Ямал и во многие другие российские регионы. В последние годы работы комбината работа в этом направлении продолжалась, однако её эффективность из-за тарифной политики по железным дорогам была кардинально снижена. Ситуация ухудшалась в том числе из-за того, что производители сырья для КСИ находились в отдалённых регионах, в связи с чем стоимость вагонных поставок практически нивелировала себестоимость продукции.

### База механизации и спецорганизации
Введена в 1971-1972 годах.

### Участок антикоррозийной изоляции стальных труб и цех БПИ
В 1976 году введён в строй цех битумно-перлитной изоляции, где осуществлялось производство изоляционного материала и последующая изоляция железобетонных водосточных труб.

## Филиалы

### Полесьеагрокомплект
Предприятие, входившее в состав комбината «Полесьестройиндустрия». Основано в феврале 1975 года.
Основными видами деятельности предприятия являлись:
- производственная деятельность: лесозаготовки, лесопиление, производство деревянных покрытий для пола, оконных и дверных блоков, строганного погонажа, столярных изделий, производство промышленных газов, металлических изделий (гвозди, сетка, металлоконструкции);
- снабженческо-сбытовая деятельность: оптовая и розничная торговля материально-техническими ресурсами, товарами народного потребления;
- автомобильные и железнодорожные перевозки грузов, их выгрузка и погрузка.
На предприятии организовано производство оконных блоков и балконных дверей из ПВХ.

### Кохановский завод ЖБИ
Основан в 1973 году, располагается в поселке Коханово в Витебской области. Закрыт в 2011 году.
Производство: блоки фундаментные; заборы декоративные; кольца колодцев железобетонные; конструкции железобетонные; плитка тротуарная; плиты железобетонные; трубы безнапорные; цветочницы бетонные.

### Калинковичский завод ЖБИ
Основан в июне 1967 года в г. Калинковичи в Гомельской области и работает по сей день (2024).

### ПМК-28
Располагается в г. Пинске. При ПМК-28 и заводе «Кузлитмаш» имелись механические лаборатории, которые сотрудничали с комбинатом.

## Социальные достижения
В советское время комбинат и объединение проводили широкую работу в сфере социально-культурного и спортивного развития, принимали участие в программах ВЛКСМ.

Сведения из заводского фотоальбома:
«В юбилейный 1982 год успешно закончили учёбу комсомольской политсети свыше 150 членов ВЛКСМ и обучалось в ВУЗах и средних специальных учебных заведениях 75 человек. Десять комсомольско-молодёжных коллективов успешно выполняли производственные задания и повышенные социалистические обязательства. Инженер лаборатории деревообрабатывающего цеха Осипчук Е.М. признана лучшим пропагандистом в комсомольской политсети. Кнюх В.К., слесарь паросилового цеха, член комитета комсомола награждён грамотой ЦК ВЛКСМ за воспитание молодёжи в духе коммунизма. Лопух Е. Л., сварщик цеха металлоконструкций, член совета наставников и активист, награждён грамотой ЦК ВЛКСМ.»
У комбината имелась своя хоровая группа, танцевальная группа и оркестр.
Духовой оркестр Пинского КСИ — неоднократный участник праздников духовой музыки в городе Бресте и регулярно выезжал в филиалы объединения с концертами.
Санитарная дружина и добровольная пожарная дружина относились к отделу гражданской обороны и занималась проработкой оказания первой помощи при травмах и переломах, действий при радиационных, химических и биологических атаках, проводилась строевая подготовка и работа с противогазами. Сандружина ПКСИ была расформирована в 2014 году.
У комбината имелся пионерский лагерь «Зарница».

### Спорт

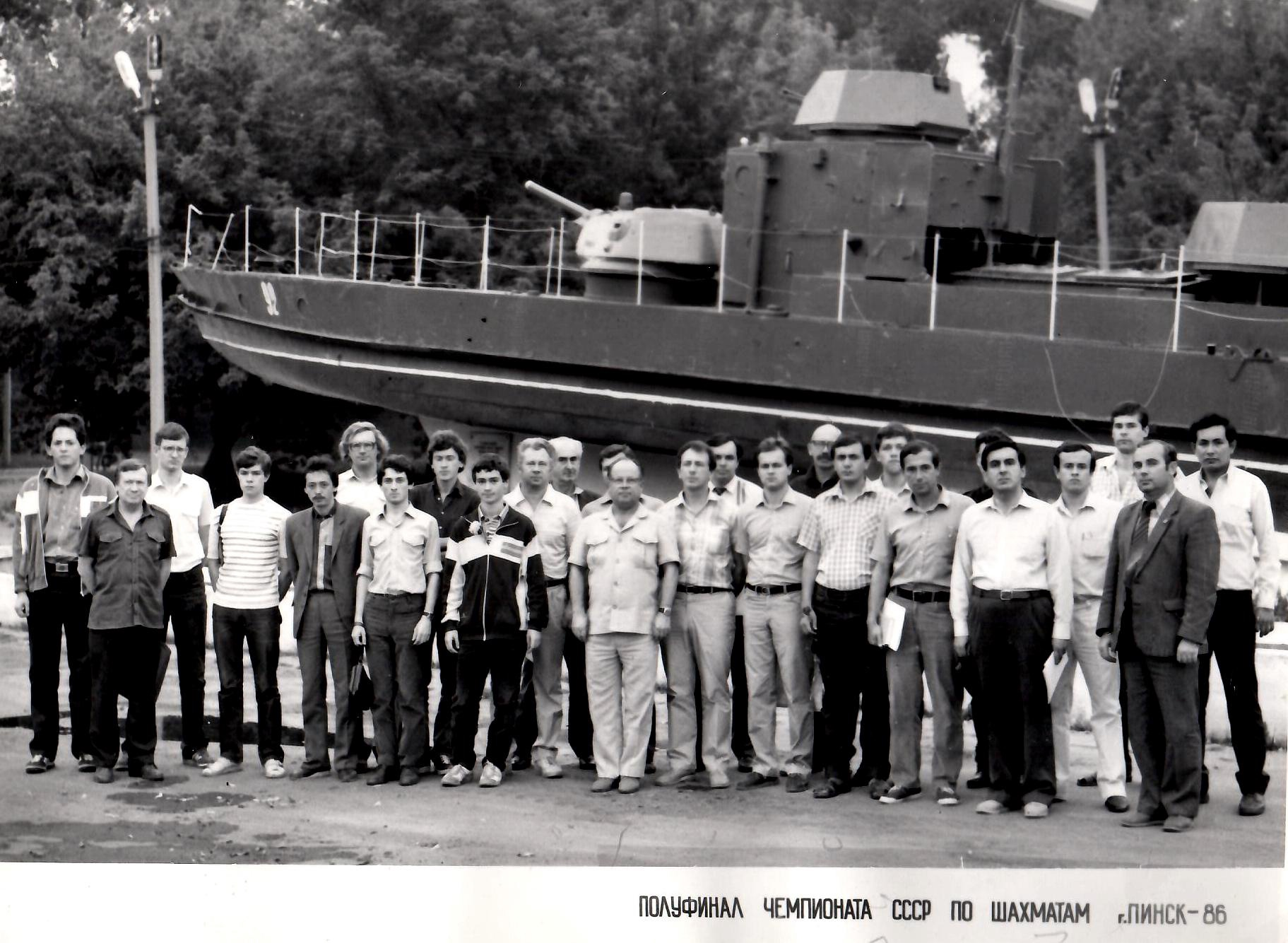
Полуфинал чемпионата СССР по шахматам «Пинск-86». Команда Пинского комбината строительной индустрии на фоне бронекатера в парке по ул. Иркутско-Пинской дивизии. Посередине — директор комбината Борис Костин.

Спортивные секции на комбинате представлялись следующим: шашки, шахматы, футбол, волейбол, баскетбол, теннис, лёгкая атлетика, тяжёлая атлетика, лыжи, турслёты.
В объединении работало 8 спортивных секций, в которых занимались более 200 человек. Вся молодёжь включалась в соцсоревнование за успешное выполнение X пятилетки и достойную встречу XXVI съезда КПСС.
При комбинате имелось своё футбольное поле, располагавшееся за заводоуправлением/административным корпусом.
Команда объединения по футболу неоднократно выходила победителем в первенстве Главка по футболу и просуществовала до 2012 года.
Е.П. Резниченко (1980-1989) — заместитель начальника Главполесьеводстроя, председатель совета содействия развитию физкультуры и спорта Главполесьеводстроя.

На основании некоторых грамот и наградных листов удаётся проследить часть истории спортивной жизни комбината:
«20 сентября 1979 года Валерий Сергеевич Трепачко награждается дипломом 2 степени как игрок команды КСИ по футболу, занявший 2 место в розыгрыше первенства области по футболу. Награждается за активное участие в 13 городском слёте участников всесоюзного похода.»
«В сентябре 1985 года совет содействия развития физкультуры и спорта Главполесьеводстроя награждает игрока команды Валерия Сергеевича Трепачко, победителя первенства ВУКС «Комплексное освоение земель белорусского Полесья» по футболу, посвящённого 40-летию победы советского народа в ВОВ.»
«Комитет по физической культуре и спорте при Совмине СССР награждает В.С. Трепачко за большую шефскую работу на всесоюзном шахматном турнире «Белая Ладья» в г. Пинске, 15.06.1987. Главный судья — Борис В. Костин.»
«Главполесьеводстрой награждает В.С. Трепачко за активную работу по развитию физической культуры и спорта, внедрения комплекса ГТО в жизнь коллектива объединения «Полесьестройиндустрия».
«Белорусский республиканский совет Всесоюзного добровольного физкультурно-спортивного общества профсоюзов награждает В.С. Трепачко, занявшего 1 место в смотре-конкурсе на лучшего инструктора-методиста Республиканской ударной комсомольской стройки «Комплексное освоение земель белорусского Полесья», декабрь 1988 года.»
12 сентября 1982 года Комбинат поучаствовал во Всесоюзном дне бегуна.
В январе 1983 года комбинат занял первенство по подлёдному лову рыбы на озере Белое, Дрогичинского района.
Бетоносмесительный цех был в первенстве комбината по легкоатлетическому кроссу среди основных цехов в программе «Недели оздоровительного бега и ходьбы». Стабильно команда БСЦ занимала третье место по шашкам на комбинате.

### Инфраструктура

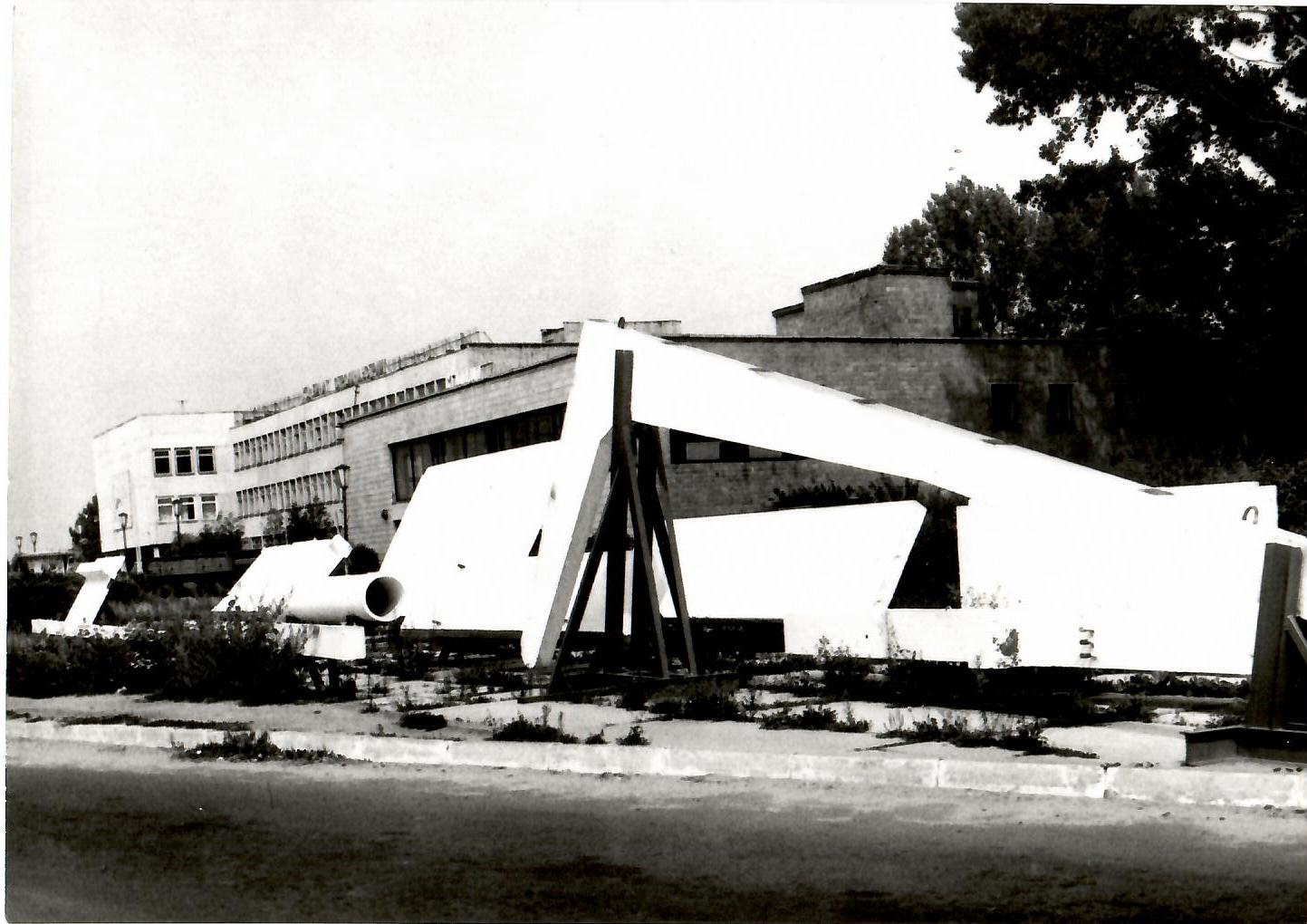
Выставочная площадка продукции ПКСИ на фоне АБК-2 и заводской столовой

Благодаря комбинату вся инфраструктура Западного промышленного узла постоянно развивалась. Так, улица Калиновского, на которой располагается комбинат, обрела пешеходные дорожки, деревья, кирпичные остановки.
Особым объектом благоустройства стала парковая зона в северо-восточной части по улице Калиновского. Зона представляет из себя озелененную территорию с приподнятыми элементами и ограждениями для размещения цветочных клумб и газона. Проект «заводского сада» не удалось сохранить, и уже к 2000-м годам парковая зона представляла из себя неухоженные газоны без благоустройства и цветов, а значительная часть парка размывается после дождей.

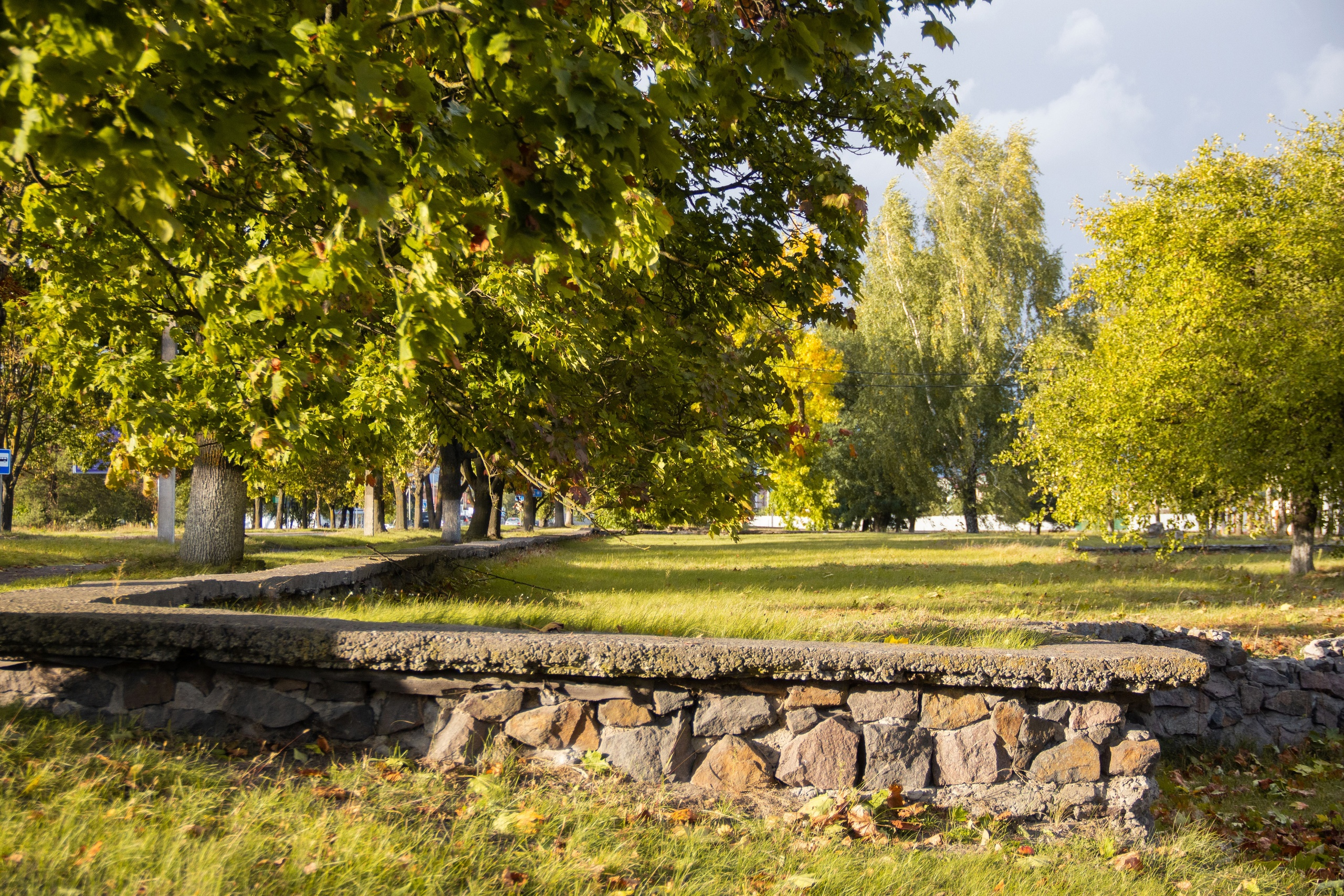
Парковая зона при Пинском КСИ с бывшими цветочными клумбами

К административному корпусу с южной стороны в 80-х годах была пристроена двухэтажная столовая, находившаяся в ведении Министерства сельского хозяйства. При заводской столовой имелся небольшой пруд пляжем, служивший местом отдыха для заводчан. Имелась волейбольная и футбольная площадки.
У комбината имелось богатое автобусное сообщение с основным маршрутом под номером «8».
Среди других объектов имелся собственный колбасный цех и участки на рыбном хозяйстве «Полесье».